# Vissi d'arte
Vissi d'arte è un'aria per soprano del secondo atto dell'opera Tosca di Giacomo Puccini.
Il brano si inserisce nella coda al dialogo tra la cantante Floria Tosca e il Barone Scarpia, quando egli ricatta la donna chiedendole di concedersi a lui in cambio della liberazione del suo amato, il pittore Mario Cavaradossi, condannato a morte.
L'aria rappresenta una sorta di "a parte" all'interno del movimentato decorso degli eventi rappresentati, una parentesi di riflessione intima in cui la protagonista del dramma pucciniano, incredula dinnanzi alla propria sventurata storia d'amore, si rivolge direttamente a Dio, con un tono sì supplichevole, ma che cela anche una nota di severo rimprovero. Tosca, la cui vita si riassume in una dedizione totale all'arte e all'affetto umano (come ricordano i primi versi), non si capacita del motivo per cui la sua morigeratezza debba essere ripagata con il tormento più feroce.
Si tratta di una romanza di toccante intensità, tra le più celebri del melodramma italiano.
Il primo soprano a cantarla è stata Hariclea Darclée nel 1900. Tra gli altri grandi soprani che l'hanno cantata, sono da ricordare: Maria Callas, Gemma Bellincioni, Tina Poli-Randaccio, Celestina Boninsegna, Milka Ternina, Claudia Muzio, Carmen Melis, Bianca Scacciati, Iva Pacetti, Rosa Raisa, Rosetta Pampanini, Sara Scuderi, Gina Cigna, Gilda Dalla Rizza, Rosa Ponselle, Geraldine Farrar, Maria Jeritza, Lotte Lehmann, Maria Caniglia, Dusolina Giannini, Grace Moore, Stella Roman, Regina Resnik, Pia Tassinari, Elisabetta Barbato, Adriana Guerrini, Gigliola Frazzoni, Dorothy Kirsten, Licia Albanese, Renata Tebaldi,  Anita Cerquetti, Magda Olivero, Zinka Milanov, Margherita Roberti, Antonietta Stella, Gabriella Tucci, Marcella Pobbe, Raina Kabaivanska, Régine Crespin, Birgit Nilsson, Grace Bumbry, Shirley Verrett, Renata Scotto, Leontyne Price, Hildegard Behrens, Montserrat Caballé, Maria Guleghina, Ghena Dimitrova, Rita Orlandi Malaspina, Anna Tomowa-Sintow, Giovanna Casolla, Éva Marton, Aprile Millo, Carol Vaness, Catherine Malfitano, Karita Mattila, Fiorenza Cedolins, Anna Netrebko, Angela Gheorghiu e Daniela Dessì.

## Libretto
Vissi d'arte, vissi d'amore,

non feci mai male ad anima viva!

Con man furtiva

quante miserie conobbi, aiutai.

Sempre con fe' sincera,

la mia preghiera

ai santi tabernacoli salì.

Sempre con fe' sincera

diedi fiori agli altar.

Nell'ora del dolore

perché, perché Signore,

perché me ne rimuneri così?

Diedi gioielli

della Madonna al manto,

e diedi il canto

agli astri, al ciel, che ne ridean più belli.

Nell'ora del dolore,

perché, perché Signore,

perché me ne rimuneri così?